# Cryptocarya forbesii
Cryptocarya forbesii är en lagerväxtart som beskrevs av James Sykes Gamble. Cryptocarya forbesii ingår i släktet Cryptocarya och familjen lagerväxter. Inga underarter finns listade i Catalogue of Life.